# Vittoria Eugenia di Battenberg
Vittoria Eugenia di Battenberg (nome completo Victoria Eugenie Julia Ena of Battenberg; Castello di Balmoral, 24 ottobre 1887 – Losanna, 15 aprile 1969) fu regina di Spagna dal 1906 come consorte di Alfonso XIII di Spagna.

## Biografia

### Infanzia ed educazione

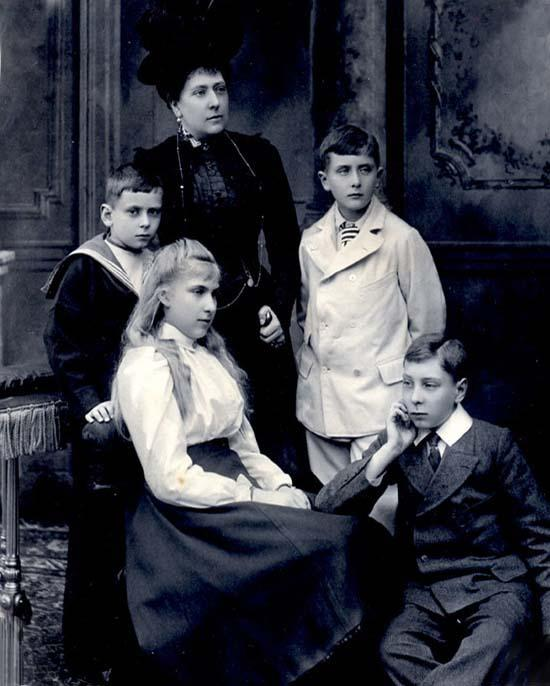
Vittoria Eugenia con la madre e i fratelli in una foto del 1900

Vittoria Eugenia nacque il 24 ottobre 1887 nel castello di Balmoral, in Scozia. Suo padre era il principe Enrico di Battenberg, quarto figlio del principe Alessandro d'Assia e della contessa Julia von Hauke, sua moglie morganatica. La madre di Vittoria Eugenia era la principessa Beatrice di Gran Bretagna e Irlanda, figlia minore della regina Vittoria del Regno Unito e del principe consorte Alberto di Sassonia-Coburgo-Gotha.
Fu battezzata con i nomi Vittoria Eugenia Julia Ena: il primo in onore della nonna materna, il secondo in onore della sua madrina, l'imperatrice-vedova Eugenia, e il terzo in onore della nonna paterna. Il quarto nome le fu dato per via della sua nascita avvenuta in Scozia: la principessa Beatrice scrisse sull'atto di nascita "Eua" (un nome gaelico), che fu erroneamente interpretato come "Ena" dal dr. Cameron Lees, che presiedette al suo battesimo. Pertanto, per la famiglia reale e per gli inglesi, fu sempre nota come Ena.
La principessa crebbe con la nonna Vittoria come un membro della famiglia reale inglese: trascorse la sua infanzia tra il castello di Windsor, Balmoral e Osborne House, sull'isola di Wight. Suo padre morì nel 1896, durante una spedizione militare in Africa. Nel 1901, dopo la morte della regina Vittoria, la famiglia dei Battenberg si trasferì a Kensington Palace, a Londra. Durante un'estate a Osborne, Vittoria Eugenia conobbe il granduca Boris Vladimirovič Romanov, un cugino dello zar Nicola II di Russia. Il granduca rimase affascinato dalla bellissima principessa inglese e nel 1905, quando si rincontrarono a Nizza, le chiese di sposarlo. Vittoria fu sul punto di accettare la proposta, ma la declinò all'ultimo momento.

### Fidanzamento

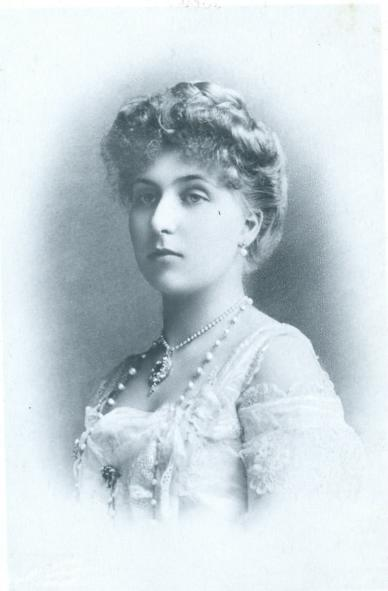
La principessa Vittoria Eugenia di Battenberg in una fotografia d'epoca

Nel 1905 il re di Spagna Alfonso XIII fece una visita ufficiale in Inghilterra. Lo zio di Vittoria Eugenia, il re Edoardo VII, organizzò una cena di gala in onore dell'illustre ospite spagnolo che, durante il ricevimento, notò la principessa di Battenberg. Era risaputo che il re di Spagna fosse alla ricerca di una consorte e la candidata favorita era la principessa Patrizia, figlia di Arturo di Sassonia-Coburgo-Gotha, uno dei fratelli di Edoardo VII. Quest'ultima, però, non sembrava interessata ad Alfonso XIII, il cui interesse verteva sempre più su Vittoria Eugenia. Iniziò a corteggiarla e, anche quando tornò in Spagna, continuò a scriverle costantemente; sua madre, la regina-vedova Maria Cristina d'Asburgo-Teschen, non approvava la scelta del figlio, sia perché considerava la principessa inglese una non-reale (a causa delle discutibili origini della nonna paterna), sia perché desiderava che il figlio sposasse un'arciduchessa austriaca. Altri motivi che rendevano Vittoria Eugenia una scelta sbagliata erano la sua religione (il re di Spagna era cattolico, la principessa era anglicana) e l'emofilia, la tara di famiglia trasmessa dalla regina Vittoria ai suoi discendenti. Il fratello di Vittoria Eugenia era emofiliaco, quindi c'era il 50% di possibilità che la principessa fosse portatrice sana della malattia. Nonostante il rischio di compromettere la dinastia maschile, Alfonso non desistette dal suo progetto matrimoniale.
Dopo un anno di voci sul futuro matrimonio del re di Spagna, Maria Cristina cedette alla decisione del figlio e nel gennaio del 1906 scrisse alla principessa Beatrice, parlandole dell'amore che Alfonso provava per Vittoria Eugenia e per cercare un contatto informale con Edoardo VII. Alcuni giorni dopo, a Windsor, Edoardo VII si congratulò con la nipote per il suo imminente fidanzamento.
Vittoria Eugenia e sua madre arrivarono a Biarritz (città balneare francese amata dall'imperatrice Eugenia, la madrina della principessa) il 22 gennaio e soggiornarono a Villa Mauriscot, dove pochi giorni dopo incontrarono Alfonso XIII. Tre giorni dopo a San Sebastián ci fu l'incontro con la regina-vedova Maria Cristina. Il 3 febbraio il re partì alla volta di Madrid, mentre Vittoria Eugenia e sua madre andarono a Versailles, dove la principessa sarebbe stata istruita nei precetti della religione cattolica, dal momento che la futura regina di Spagna non poteva professare altra fede. La conversione ufficiale di Vittoria Eugenia avvenne il 5 marzo 1906 al Palazzo Miramare a San Sebastián.
I termini del matrimonio furono stipulati in due trattati, uno pubblico e uno privato, dalle corti di Spagna e del Regno Unito dai rispettivi ministri, l'ambasciatore spagnolo Don Luis Polo e il ministro degli Esteri Sir Edward Grey. I trattati furono ratificati il 23 maggio. Con il suo matrimonio Vittoria Eugenia, in quanto cattolica, perdeva ogni diritto sulla corona d'Inghilterra, ma si trattava di un limite personale: i suoi discendenti, qualora fossero divenuti anglicani, avrebbero avuto accesso alla linea dinastica anglosassone. Come futura regina di Spagna, Vittoria Eugenia fu nominata novecentosettantaseiesima dama dell'Ordine della regina Maria Luisa.

### Matrimonio
Vittoria Eugenia sposò Alfonso XIII il 31 maggio 1906, nel monastero reale di San Girolamo a Madrid, diventando regina consorte. Alla cerimonia erano presenti sua madre e i suoi cugini, il principe e la principessa del Galles (i futuri sovrani del Regno Unito Giorgio V e Mary di Teck).
Dopo la cerimonia nuziale il corteo si diresse verso il palazzo reale, dove ci fu un attentato contro il re e la sua nuova consorte, adesso chiamata "regina Vittoria Eugenia" o, meno formalmente, "regina Ena". L'anarchico Mateu Morral, da un balcone, gettò tre bombe contro la carrozza reale. Vittoria Eugenia rimase illesa poiché, proprio quando una bomba stava per esplodere, girò la testa per guardare la chiesa di Santa Maria, che Alfonso le stava mostrando. Non riportò ferite, ma il suo abito fu macchiato dal sangue delle guardie che la protessero.
Dopo questo drammatico esordio, Vittoria Eugenia si isolò nel palazzo reale e incominciò a essere impopolare presso i suoi nuovi sudditi. La sua vita migliorò quando diede al marito e al regno un erede al trono, Alfonso, principe delle Asturie. Tuttavia, quando il bambino fu circonciso, l'emorragia non si fermò: era il primo sintomo dell'emofilia. Ovviamente era stata Vittoria Eugenia a trasmettere la malattia al figlio, che fu contratta anche dal minore dei suoi fratelli, Gonzalo; nessuna delle sue due figlie fu portatrice della malattia. A differenza dello zar Nicola II, che non fece mai una colpa alla moglie Alessandra Feodorovna (altra nipote della regina Vittoria) per l'emofilia dello zarevich, Alfonso XIII non perdonò mai a Vittoria Eugenia di aver trasmesso la malattia all'erede al trono. Il re di Spagna e la sua consorte ebbero in tutto sette figli.
Dopo la nascita dei figli, il rapporto tra Vittoria Eugenia e Alfonso andò deteriorandosi sempre più. Il re di Spagna ebbe numerose storie extraconiugali, tra le quali vi fu anche una liason con la principessa Beatrice di Sassonia-Coburgo-Gotha, cugina di Vittoria Eugenia.
La regina Vittoria Eugenia dedicò la sua vita alla cura e all'assistenza di poveri e malati e incrementò l'educazione infantile. Si occupò anche di riformare l'ordine della Croce rossa spagnola.

### Esilio

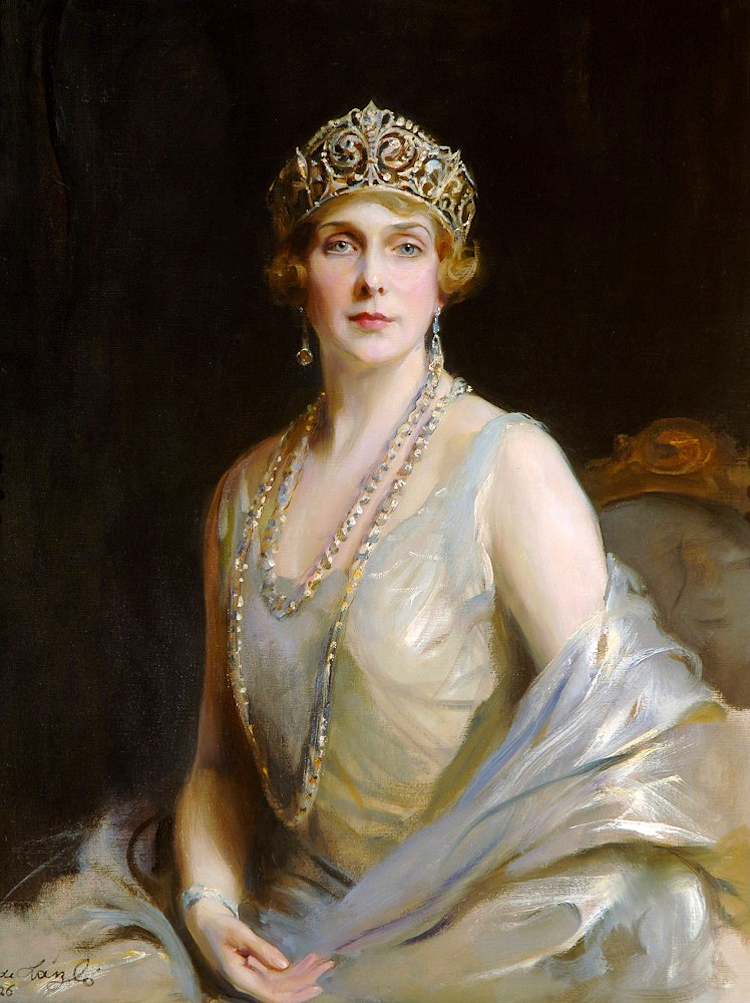
Ritratto di Vittoria Eugenia di Battenberg, regina di Spagna, di Philip de László, 1926

La famiglia reale spagnola andò in esilio il 14 aprile 1931 dopo la proclamazione della Seconda Repubblica spagnola. Alfonso XIII sperava che il suo esilio volontario evitasse scontri armati tra i repubblicani e i nazionalisti. I reali si diressero prima in Francia e poi in Italia. Alfonso e Vittoria Eugenia si separarono e lei visse sia in Inghilterra sia in Svizzera. Nel 1939, dopo lo scoppio della Seconda guerra mondiale, all'ex-regina fu chiesto di lasciare il Regno Unito, poiché non era più un membro della famiglia reale. Acquistò un castello, la Vielle Fontaine, poco distante da Losanna.
Nel 1938 l'intera famiglia si ritrovò a Roma per il battesimo del maggiore dei figli di Giovanni, Juan Carlos. Il 15 gennaio 1941 Alfonso XIII, sentendo prossima la fine, cedette tutti i suoi diritti sul trono di Spagna al figlio Giovanni, conte di Barcellona. Il 12 febbraio Alfonso ebbe un primo infarto e due settimane dopo, il 28 febbraio, morì.

### Ultimi anni e morte
Vittoria Eugenia tornò brevemente in Spagna nel febbraio del 1968 per presiedere come madrina al battesimo del bisnipote, l'infante Felipe.
Morì ottantunenne a Losanna il 15 aprile 1969, esattamente trentotto anni dopo la sua partenza per l'esilio. Fu sepolta nella chiesa del Sacro-Cuore di Losanna.
Il 25 aprile 1985 i suoi resti furono riportati in Spagna e traslati all'Escorial, nel mausoleo dei re spagnoli.
Il nipote di Vittoria Eugenia, Juan Carlos, è il padre dell'attuale re di Spagna, Felipe VI, di cui Vittoria Eugenia è la bisnonna. Il principe Alberto II di Monaco è suo figlioccio.

## Discendenza
Vittoria Eugenia di Battenberg e Alfonso XIII di Spagna ebbero sette figli:
- Alfonso (Alfonso Pío Cristino Eduardo) (1907-1938), principe delle Asturie; nacque emofiliaco e rinunciò ai suoi diritti al trono nel 1933 per sposarsi con una non aristocratica. Da allora fu conte di Covadonga;
- Giacomo Enrico (Jaime Leopoldo Isabelino Enrique) (1908-1975); sordomuto dopo un'operazione nell'età infantile, rinunciò ai suoi diritti dinastici nel 1933, fu nominato duca di Segovia e, più tardi, duca di Madrid; come legittimista, fu pretendente al trono di Francia dal 1941 al 1975; è conosciuto anche come duca d'Angiò;
- Beatrice (Beatriz Isabel Federica Alfonsa Eugenia) (1909-2002);
- Ferdinando, un bimbo nato morto nel 1910;
- María Cristina (María Cristina Teresa Alejandra) (1911-1996);
- Giovanni (Juan Carlos Teresa Silverio Alfonso)[1] (1913-1993), conte di Barcellona, pretendente al trono dal 1941 al 1977. Suo figlio, Juan Carlos, è stato re di Spagna;
- Gonzalo (Gonzalo Manuel María Bernardo) (1914-1934), nato emofiliaco.

## Onorificenze

Il monogramma personale della regina Vittoria Eugenia.

## Ascendenza
|                                   |                                     |                                                 | Genitori                                        |  |  | Nonni |  |  | Bisnonni         |  |  | Trisnonni       |  |
|                                   |                                     |                                                 |                                                 |  |  |       |  |  | Luigi II d'Assia |  |  | Luigi I d'Assia |  |
|                                   |                                     |                                                 |                                                 |  |  |       |  |  | Luigi II d'Assia |  |  | Luigi I d'Assia |  |
|                                   |                                     | Luisa d'Assia-Darmstadt                         |                                                 |  |  |       |  |  | Luigi II d'Assia |  |  |                 |  |
| Alessandro d'Assia                |                                     |                                                 |                                                 |  |  |       |  |  | Luigi II d'Assia |  |  |                 |  |
|                                   |                                     | Guglielmina di Baden                            | Carlo Luigi di Baden                            |  |  |       |  |  |                  |  |  |                 |  |
|                                   |                                     | Guglielmina di Baden                            | Carlo Luigi di Baden                            |  |  |       |  |  |                  |  |  |                 |  |
|                                   |                                     | Guglielmina di Baden                            | Amalia d'Assia-Darmstadt                        |  |  |       |  |  |                  |  |  |                 |  |
| Enrico di Battenberg              |                                     | Guglielmina di Baden                            |                                                 |  |  |       |  |  |                  |  |  |                 |  |
|                                   |                                     | Hans Moritz von Hauke                           | Friedrich Carl Emanuel Hauke                    |  |  |       |  |  |                  |  |  |                 |  |
|                                   |                                     | Hans Moritz von Hauke                           | Friedrich Carl Emanuel Hauke                    |  |  |       |  |  |                  |  |  |                 |  |
|                                   |                                     | Hans Moritz von Hauke                           | Maria Salomé Schweppenhäuser                    |  |  |       |  |  |                  |  |  |                 |  |
| Julia von Hauke                   |                                     | Hans Moritz von Hauke                           |                                                 |  |  |       |  |  |                  |  |  |                 |  |
|                                   |                                     | Sophie Lafontaine                               | Franz Leopold Lafontaine                        |  |  |       |  |  |                  |  |  |                 |  |
|                                   |                                     | Sophie Lafontaine                               | Franz Leopold Lafontaine                        |  |  |       |  |  |                  |  |  |                 |  |
|                                   |                                     | Sophie Lafontaine                               | Maria Theresa Kornély                           |  |  |       |  |  |                  |  |  |                 |  |
| Vittoria Eugenia                  |                                     | Sophie Lafontaine                               |                                                 |  |  |       |  |  |                  |  |  |                 |  |
|                                   | Ernesto I di Sassonia-Coburgo-Gotha | Francesco Federico di Sassonia-Coburgo-Saalfeld |                                                 |  |  |       |  |  |                  |  |  |                 |  |
|                                   | Ernesto I di Sassonia-Coburgo-Gotha | Francesco Federico di Sassonia-Coburgo-Saalfeld |                                                 |  |  |       |  |  |                  |  |  |                 |  |
|                                   | Ernesto I di Sassonia-Coburgo-Gotha | Augusta di Reuss-Ebersdorf                      |                                                 |  |  |       |  |  |                  |  |  |                 |  |
| Alberto di Sassonia-Coburgo-Gotha | Ernesto I di Sassonia-Coburgo-Gotha |                                                 |                                                 |  |  |       |  |  |                  |  |  |                 |  |
|                                   |                                     | Luisa di Sassonia-Gotha-Altenburg               | Augusto di Sassonia-Gotha-Altenburg             |  |  |       |  |  |                  |  |  |                 |  |
|                                   |                                     | Luisa di Sassonia-Gotha-Altenburg               | Augusto di Sassonia-Gotha-Altenburg             |  |  |       |  |  |                  |  |  |                 |  |
|                                   |                                     | Luisa di Sassonia-Gotha-Altenburg               | Luisa Carlotta di Meclemburgo-Schwerin          |  |  |       |  |  |                  |  |  |                 |  |
| Beatrice di Gran Bretagna         |                                     | Luisa di Sassonia-Gotha-Altenburg               |                                                 |  |  |       |  |  |                  |  |  |                 |  |
|                                   |                                     | Edoardo Augusto di Hannover                     | Giorgio III del Regno Unito                     |  |  |       |  |  |                  |  |  |                 |  |
|                                   |                                     | Edoardo Augusto di Hannover                     | Giorgio III del Regno Unito                     |  |  |       |  |  |                  |  |  |                 |  |
|                                   |                                     | Edoardo Augusto di Hannover                     | Carlotta di Meclemburgo-Strelitz                |  |  |       |  |  |                  |  |  |                 |  |
| Vittoria del Regno Unito          |                                     | Edoardo Augusto di Hannover                     |                                                 |  |  |       |  |  |                  |  |  |                 |  |
|                                   |                                     | Vittoria di Sassonia-Coburgo-Saalfeld           | Francesco Federico di Sassonia-Coburgo-Saalfeld |  |  |       |  |  |                  |  |  |                 |  |
|                                   |                                     | Vittoria di Sassonia-Coburgo-Saalfeld           | Francesco Federico di Sassonia-Coburgo-Saalfeld |  |  |       |  |  |                  |  |  |                 |  |
|                                   |                                     | Vittoria di Sassonia-Coburgo-Saalfeld           | Augusta di Reuss-Ebersdorf                      |  |  |       |  |  |                  |  |  |                 |  |
|                                   |                                     | Vittoria di Sassonia-Coburgo-Saalfeld           |                                                 |  |  |       |  |  |                  |  |  |                 |  |